# Pedro Alberto Conchez
Pedro Alberto Conchéz (Florentino Ameghino, 11 de diciembre de 1914-Intendente Alvear, 1996) fue un médico cirujano, productor agropecuario y político argentino del Partido Justicialista, que se desempeñó como senador nacional por la provincia de La Pampa entre 1983 y 1992.

## Biografía
Nació en Florentino Ameghino (provincia de Buenos Aires) en 1914 y a los ocho años se radicó con su familia en Intendente Alvear, en el entonces territorio nacional de La Pampa.
Se recibió de médico en la Universidad Nacional del Litoral, ejerciendo como cirujano y director del Hospital Reumann Enz de Intendente Alvear, siendo también fundador y director de un sanatorio privado. Así mismo, se desempeñó como productor agropecuario, siendo fundador de la cooperativa ganadera de Intendente Alvear en 1947, desempeñando su presidencia durante 30 años, e impulsó la Fundación del Centro de Jubilados y Pensionados de la mencionada localidad en 1983.
En política, adhirió tempranamente al peronismo, desempeñando a lo largo de su carrera cargos partidarios como integrante del consejo del Partido Justicialista (PJ) de La Pampa en varias oportunidades y congresal nacional entre 1983 y 1987. En 1944 y nuevamente en 1955, fue intendente de Intendente Alvear y entre 1973 y 1976 fue el primer presidente de la Fundación del Banco de la Provincia de La Pampa.
En las elecciones provinciales de 1973, fue precandidato a gobernador y en las elecciones al Senado de 1983, fue elegido senador nacional por la provincia de La Pampa, con mandato hasta 1992. Fue presidente de la comisión de Transportes; secretario de la comisión de Asistencia Social y Salud Pública; e integró como vocal las comisiones de Agricultura y Ganadería; de Asuntos Administrativos y Municipales; de Combustibles; de Comercio; y de Vivienda. Junto con su comprovinciano Antonio Berhongaray (radical), impulsaron la incorporación de La Pampa en la región patagónica, aprobándose como ley en 1985.
Tras su paso por el Senado, fue designado director del Banco Hipotecario Nacional por el presidente Carlos Menem, desempeñando el cargo hasta 1995. Falleció en 1996.